# Campeonato Pan-Americano de Hóquei em Patins
O Campeonato Pan-Americano de Hóquei em Patins é uma competição de Hóquei em Patins disputada pelas seleções nacionais do continente Americano. Esta competição é organizada pela World Skate America – Rink Hockey. De acordo com algumas regras decretadas pela World Skate, os apuramentos, à semelhança de outras modalidades, passam a ser garantidos através de eliminatórias continentais. Qualifica para os Jogos Mundiais de Patinagem.

## Países Inscritos
Argentina ,  Brasil ,  Chile ,  Colômbia , 
 México ,  Estados Unidos ,  Uruguai ,  Paraguai
 Equador ,  Curaçau ,  Costa Rica ,

## Histórico

### Tabela das medalhas masculinas
| Ordem | País           | Medalha de ouro | Medalha de prata | Medalha de bronze | Total |
| ----- | -------------- | --------------- | ---------------- | ----------------- | ----- |
| 1     | Argentina      | 8               | 0                | 1                 | 9     |
| 2     | Brasil         | 1               | 3                | 2                 | 6     |
| 3     | Chile          | 1               | 3                | 1                 | 5     |
| 4     | Estados Unidos | 0               | 3                | 1                 | 4     |
| 5     | Colômbia       | 0               | 1                | 4                 | 5     |
| 5     | México         | 0               | 0                | 1                 | 1     |

### Tabela das medalhas femininas
| Ordem | País           | Medalha de ouro | Medalha de prata | Medalha de bronze | Total |
| ----- | -------------- | --------------- | ---------------- | ----------------- | ----- |
| 1     | Chile          | 2               | 2                | 0                 | 4     |
| 2     | Argentina      | 2               | 0                | 0                 | 2     |
| 3     | Colômbia       | 0               | 1                | 1                 | 2     |
| 4     | Uruguai        | 0               | 1                | 0                 | 1     |
| 5     | México         | 0               | 0                | 1                 | 1     |
| 5     | Estados Unidos | 0               | 0                | 1                 | 1     |

### Tabela das medalhas masculinos Sub-19
| Ordem | País      | Medalha de ouro | Medalha de prata | Medalha de bronze | Total |
| ----- | --------- | --------------- | ---------------- | ----------------- | ----- |
| 1     | Chile     | 1               | 1                | 0                 | 2     |
| 2     | Colômbia  | 0               | 1                | 1                 | 2     |
| 3     | Argentina | 0               | 1                | 0                 | 1     |
| 3     | México    | 0               | 0                | 1                 | 1     |

## Palmarés
Masculino
| Equipa             | 1979          | 1983 | 1987 | 1991 | 1993 | 1995 | 2005 | 2011 | 2018 | 2021 |   |
| ------------------ | ------------- | ---- | ---- | ---- | ---- | ---- | ---- | ---- | ---- | ---- | - |
| Equipa             | Argentina (9) | 1    | 3    | 1    | 1    | 1    | 1    | 1    | 1    | 1    | - |
| Brasil (7)         | 2             | 1    | 3    | 2    | 3    | 2    | -    | -    | 4    | -    |   |
| Chile (7)          | 3             | 4    | -    | 4    | -    | -    | 2    | 2    | 2    | 1    |   |
| Estados Unidos (8) | 4             | 2    | 2    | 3    | 2    | 4    | 3    | -    | 5    | -    |   |
| Colômbia (8)       | -             | -    | 4    | 5    | 4    | 3    | 5    | 3    | 3    | 2    |   |
| México (4)         | -             | -    | -    | -    | 6    | -    | 6    | -    | 7    | 3    |   |
| Uruguai (3)        | -             | -    | -    | -    | -    | -    | 4    | 4    | 6    | -    |   |
| Porto Rico (2)     | 5             | -    | 5    | -    | -    | -    | -    | -    | -    | -    |   |
| Cuba (2)           | -             | -    | -    | 6    | 5    | -    | -    | -    | -    | -    |   |
| Canadá (1)         | -             | -    | -    | -    | -    | 5    | -    | -    | -    | -    |   |

Feminino
| Equipa        | 2005      | 2011 | 2018 | 2021 |   |
| ------------- | --------- | ---- | ---- | ---- | - |
| Equipa        | Chile (4) | 2    | 1    | 2    | 1 |
| Argentina (2) | 1         | -    | 1    | -    |   |
| Colômbia (2)  | -         | -    | 3    | 2    |   |
| Uruguai (2)   | 4         | 2    | -    | -    |   |
| México (3)    | 3         | -    | 5    | 3    |   |
| Brasil (1)    | -         | -    | 4    | -    |   |

Masculino Sub-19
| Equipa             | 2018      | 2021 |   |
| ------------------ | --------- | ---- | - |
| Equipa             | Chile (1) | 2    | 1 |
| Argentina (1)      | 1         | -    |   |
| Colômbia (2)       | 3         | 2    |   |
| México (2)         | 5         | 3    |   |
| Estados Unidos (2) | 4         | 4    |   |